# باغز باني نيبز ذا نيبز
باغز باني نيبز ذا نيبز (بالإنجليزية: Bugs Bunny Nips the Nips)‏ ، هي فيلم رسوم متحركة أمريكي، أنتجه وارنر برذرز عام 1944م.

## قصة رسوم متحركة
يبدأ القصة حول باغز باني وهو يذهب إلى إحدى جزر المحيط الهادي، وتفاجأ بوجود الأعداء من الجيش الياباني، فقرر باغز باني بقتل الجنود اليابانيين بطريقة كوميدية، بالإضافة لمواجهته أمام المصارع السومو الياباني.

## انتقادات
رسوم متحركة لا تخلو من معاداة اليابانيين، حيث يظهر باغز باني وهو يركب عربة الأيس كريم، لكي يقتل الجنود اليابانيين عن طريق توزيعهم لعصير المثلج وبداخله قنبلة، فينطق باغز باني للجنود اليابانيين بوصفهم «وجه القرد» «عيون مائلة» وغير ذلك.